# Ledermosaik
Ledermosaik bezeichnet eine Technik der mehrfarbigen Einbandverzierung, die ihren Höhepunkt im Europa des 18. und 19. Jahrhunderts hatte. Zu unterscheiden sind dabei die Lederauflage, die das Muster auf dem Bezugsleder aufbringt und die Ledereinlage (oder auch Lederintarsia), die passgenau geschnittene Stücke von gleicher Dicke in einen Rahmen aus Bezugsleder einlässt, so dass eine ebene Fläche entsteht. Die Frage, ob der Begriff auf beide Phänomene übertragen werden kann, ist in der Fachwelt nicht endgültig geklärt. Je nach Autor kann entweder Ein- oder Auflage oder auch beides als Ledermosaik bezeichnet werden. Ein Mosaik im eigentlichen Sinn stellt zwar nur die Ledereinlage dar, doch wird in den Standardwerken von Helwig und Mazal der Begriff in umfassender Weise benutzt. 

## Geschichte
Mit Lederauflage verzierte Einbände sind schon von Grolierbänden aus dem 16. Jahrhundert bekannt. Erst im 18. Jahrhundert jedoch, beginnend mit Augustin Duseuil, besonders aber befördert durch den französischen Buchbinder Antoine Michel Padeloup le jeune, wurde das Ledermosaik in der Dekoration von Luxuseinbänden vermehrt eingesetzt. Die Darstellungen reichten von rein symmetrischem Schmuck bis hin zu figürlichen Motiven, wie Vögeln, Menschen oder auch Landschaften. Oft wurde zusätzlich zu den Buchdeckeln auch die Dublüre bunt verziert. Nach dem Spitzenmuster war das Ledermosaik der beliebteste Schmuck im Frankreich des 18. Jahrhunderts.
Eine große Anzahl von Einbänden erhält lediglich die Optik von Ledermosaiken durch verschieden helle oder auch gesprenkelte Bereiche des Leders, was durch die Behandlung mit Chemikalien auf den verschiedenen Bereichen des Einbandleders erreicht wird.

## Herstellung Lederauflage
Für die Lederauflage muss das Motiv zunächst vorgedruckt werden. Analog zur Vergoldung wird auf ein dünnes, aber widerstandsfähiges Papier in der Größe des Buchdeckels der Entwurf gezeichnet, dieses auf dem Einband befestigt und mithilfe der erhitzten Werkzeuge die Zeichnung auf das Leder übertragen. Die geraden Linien werden zunächst nur durch ihre Ausgangs- und Endpunkte markiert. Im nächsten Schritt wird alles ohne die Vorlage nachgedruckt, um eine gleichmäßige Tiefe des Abdrucks zu erreichen. Die farbig geplanten Teile werden nun von der Vorzeichnung auf entsprechend dünne, geschärfte Lederstücke übertragen und mit einem kleinen, spitzen Messer herausgetrennt. Jedes Mosaikstück findet durch den Vordruck auf dem Bezugsleder seine Entsprechung und wird mit Kleister aufgeklebt. Im Anschluss müssen die Konturen blind nachgedruckt werden, um ein Ablösen zu verhindern. Auch eine Vergoldung dieser Umrisslinien ist möglich.

## Herstellung Ledereinlage
Die Ledereinlage beansprucht ein noch weitaus detailgenaueres Vorgehen. Weil die zusammengefügten Teile in ihrer Gesamtheit als Bezugsmaterial dienen, dürfen keine Lücken oder Überschneidungen zwischen einzelnen Elementen entstehen, das Leder muss dicht aneinander schließen. Um identische Stücke zu erhalten, können mehrere Lagen Leder mit einer leicht lösbaren Klebung verbunden und das Motiv nach der Trocknung durch sorgfältig angesetzte senkrechte Schnitte herausgeschnitten werden. Im Anschluss müssen die Teile wieder voneinander gelöst und auf dem Buchdeckel aneinandergesetzt werden.